# Methone cecilia
Methone cecilia är en fjärilsart som beskrevs av Pieter Cramer 1777. Methone cecilia ingår i släktet Methone och familjen Riodinidae. Inga underarter finns listade i Catalogue of Life.

## Bildgalleri

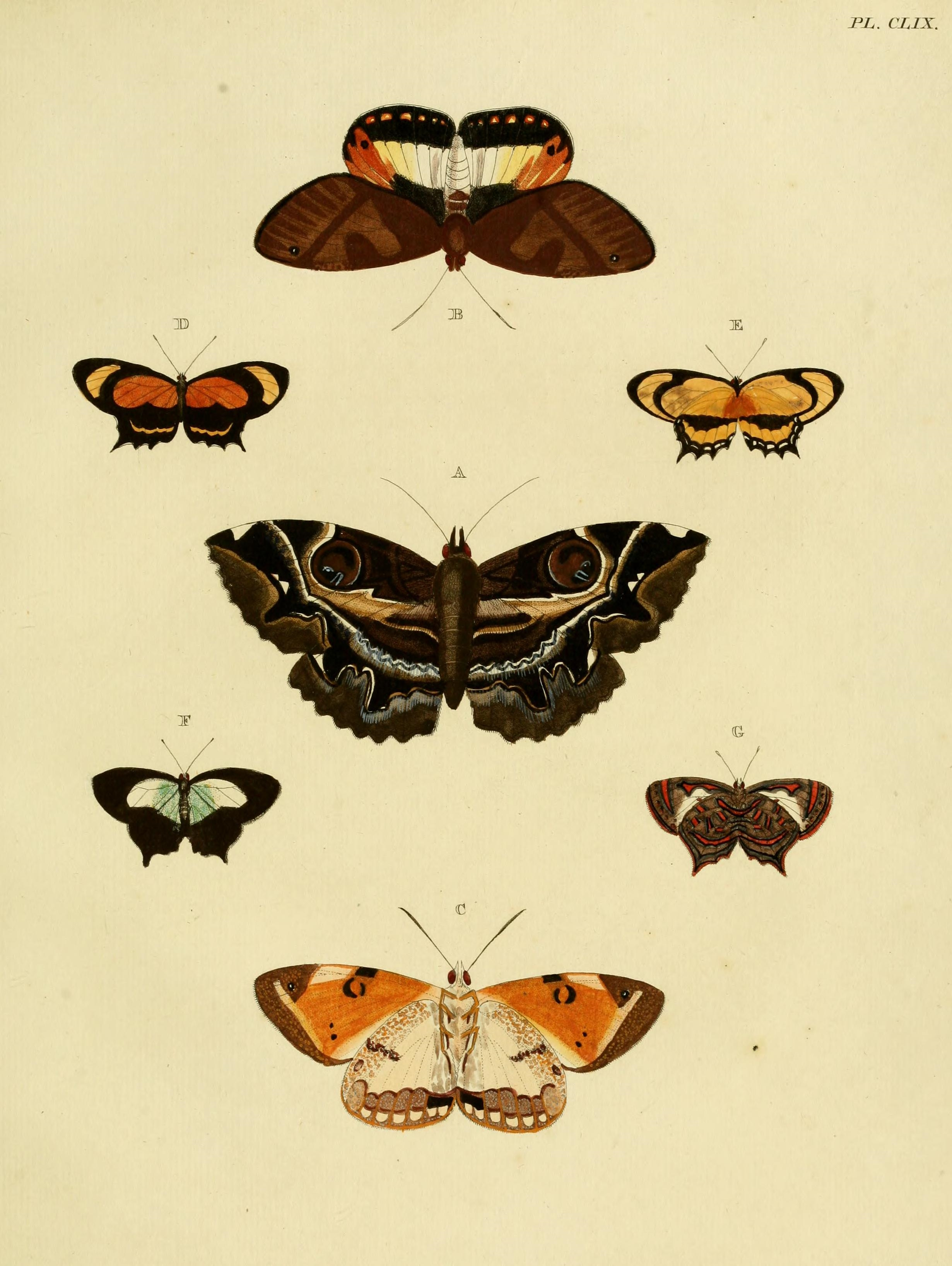
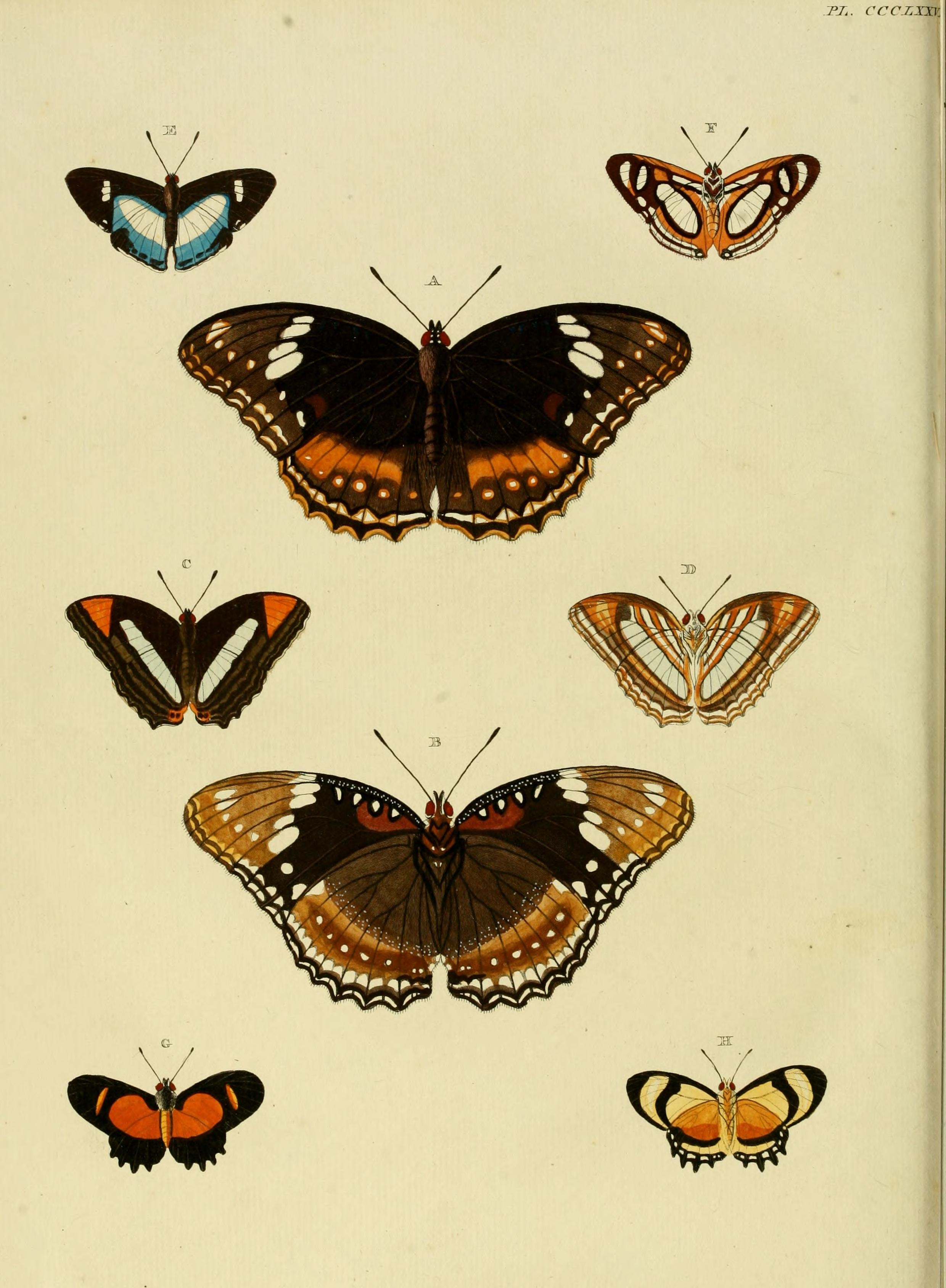
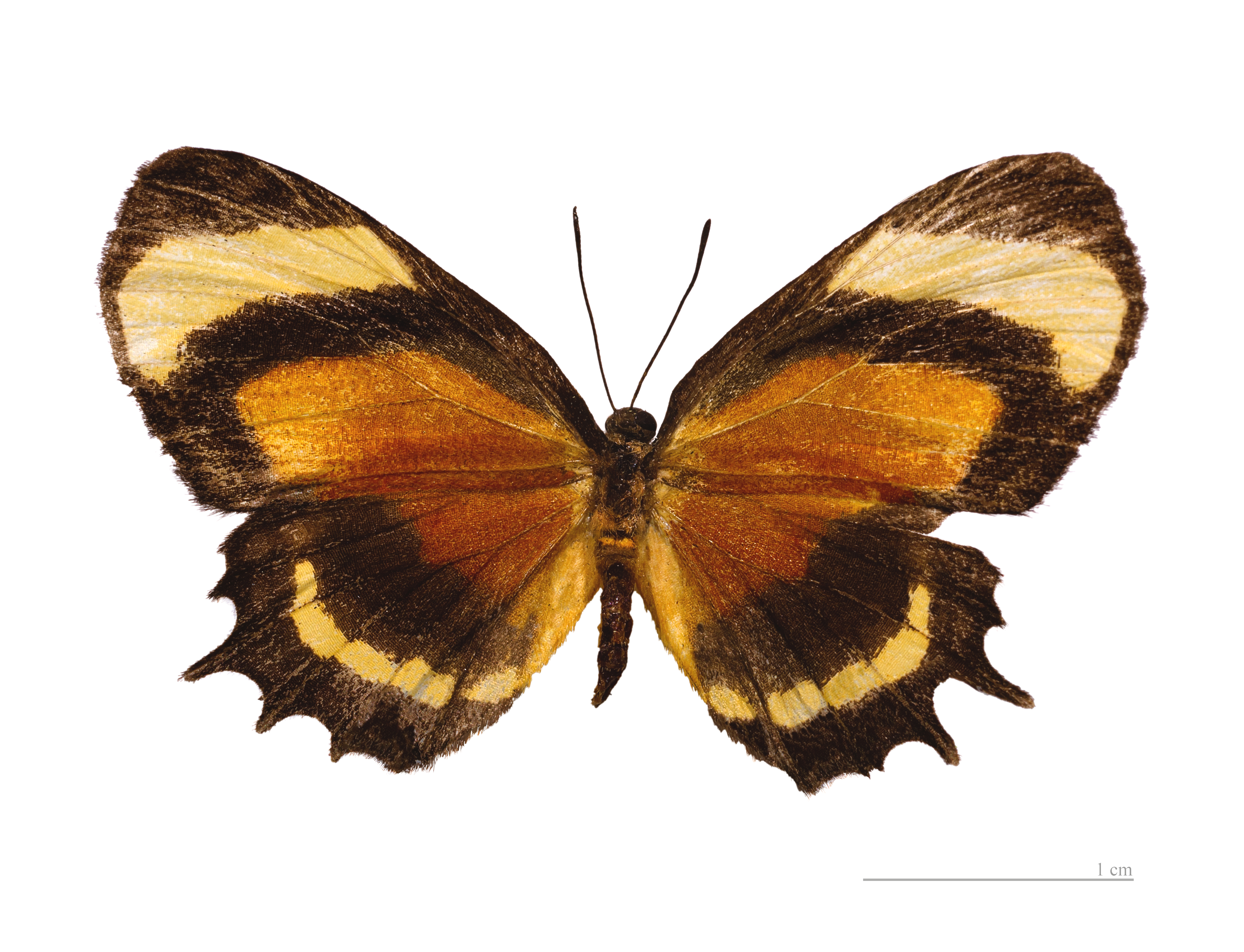
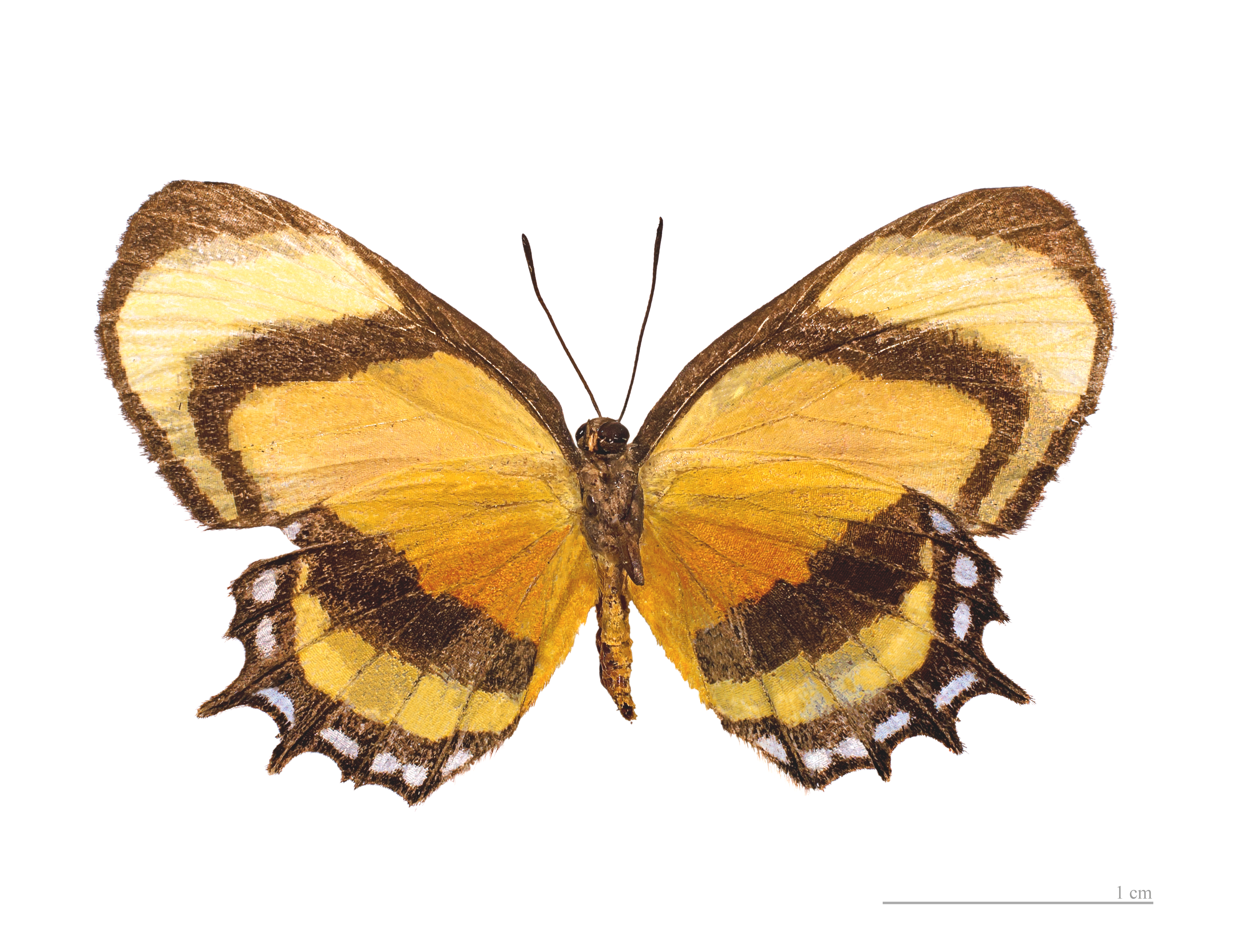